# Blake Martinez
Pour les articles homonymes, voir Martínez.
(en) Statistiques sur pro-football-reference
Blake Edmon Martinez, né le 9 janvier 1994 à Tucson, est un sportif professionnel américain de football américain.
Il a joué au poste d'inside linebacker pour les franchises des Packers de Green Bay, des Giants de New York et des Raiders de Las Vegas dans la National Football League (NFL) pendant sept saisons consécutives (2016-2022).
Auparavant, Martinez a joué au niveau universitaire pour le Cardinal de l'université Stanford dans la NCAA Division I Football Bowl Subdivision (FBS) entre 2012 et 2015.

## Jeunesse
Blake, fils de Marc et Carrisa Martinez, est de descendance mexicaine. Il est né à Tucson dans l'État de l'Arizona aux États-Unis.
Il étudie au lycée lycée Canyon del Oro (en) de Oro Valley en Arizona, où il pratique le basketball, le volleyball et le football américain. Il y joue aux postes de tight end, running back et linebacker dirigé par l'entraîneur principal Dustin Peace,.
Au cours de ces années au lycée, il est désigné à deux reprises meilleur joueur défensif de l'année. Il détient le record de son lycée avec 247 plaquages tandis que lors de sa dernière saison, il parvient à gagner 1 100 yards pour son attaque.
Martinez est considéré comme une recrue trois étoiles par Rivals.com pour le poste d'inside linebacker. Il reçoit plusieurs offres de bourse d'études dont celles émanant de Stanford, de Boise State, d'Oregon State et de San Jose State et s'engage finalement le 1er août 2011 avec l'université Stanford.

## Carrière universitaire

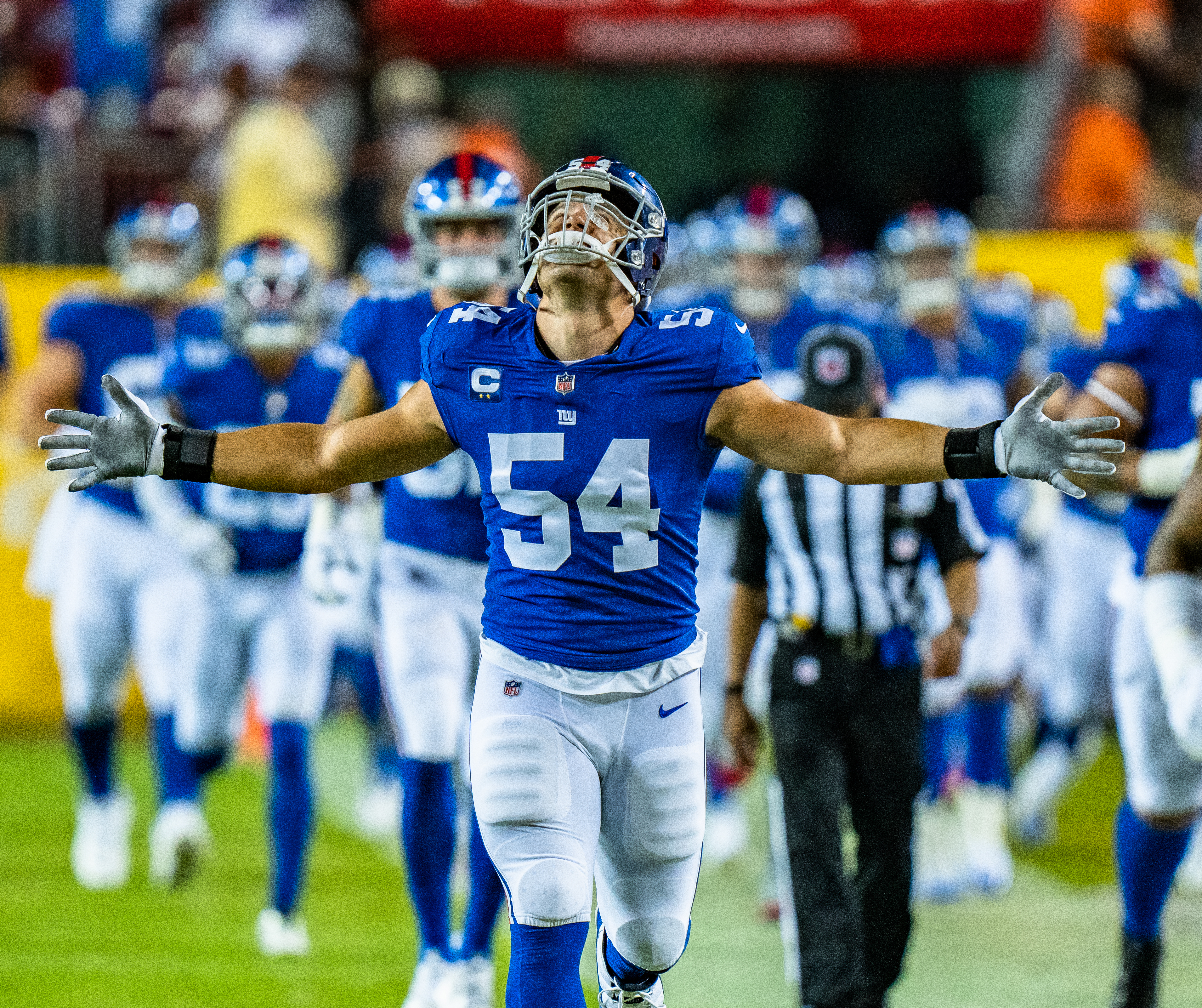
Blake Martinez lors d'un match avec les Giants de New York

Dès sa première saison à Stanford (année true freshman), Martinez dispute les quatorze matchs de la saison. Il réussit son premier plaquage universitaire contre les Blue Devils de Duke. En fin de saison il se voit décerner par Stanford, le Greg Piers Service Team Award pour ses performances en défense.
En 2013, Martinez dispute dix matchs et totalise 11 plaquages dont sept en solo. Il réalise son meilleur match de la saison contre les Golden Bears de la Californie puisqu'il y comptabilise six plaquages, force un fumble et réussit la première interception de sa carrière. En fin de saison, il est reçoit une mention honorable en conférence Pacific-12.
Sa saison 2014 est nettement meilleure. Il dispute les 13 matchs de la saison et dépasse les dix plaquages au cours de trois matchs. Lors de son meilleur match de la saison, il intercepte deux passes consécutives du quarterback Jared Goff, futur premier choix de la draft 2016 stoppant la série record de passes consécutives sans interception de Goff. Il y force également un fumble sur Daniel Lasco lors d'une situation de 3e et goal. Martinez qualifiera sa prestation après le match d'énorme. Il termine la saison avec 102 plaquages (meilleur statistique de son équipe), reçoit de nouveau une mention honorable en conférence Pacific-12 et est sélectionné dans la troisième équipe de la Pac-12,,.
Martinez dispute les quatorze matchs de la saison 2015 (année senior) et totalise 141 plaquages dont 75 en solo, 1 ½ sack et six passes défendues. Ses performances lui valent d'être sélectionné dans l'équipe type de la Pacific-12,.

## Carrière professionnelle
Martinez est considéré comme un potentiel choix de 4e ou 5e tour de draft par les experts.
Il est classé 6e meilleur linebacker par NFLDraftScout.com et 10e par Sports Illustrated,.
| Taille              | Poids           | Bras            | Main            | Sprint   | Sprint   | Sprint   | Shuttle 20 yards | 3 cones drill | Détente         | Détente            | Développé couché | Test Wonderlic |
| Taille              | Poids           | Bras            | Main            | 40 yards | 10 yards | 20 yards | Shuttle 20 yards | 3 cones drill | verticale       | horizontale        | Développé couché | Test Wonderlic |
| 187 m (6 ft 1 ⅝ in) | 108 kg (237 lb) | 31 cm (80 ⅝ in) | 28 cm (10 ⅞ in) | 4,71 s   | 1,61 s   | 2,73 s   | 4,20 s           | 6,98 s        | 72 cm (28 ½ in) | 2,87 m (9 ft 5 in) | 22               | 27             |

### Packers de Green Bay
Martinez est sélectionné en 131e choix global lors du quatrième tour de la draft 2016 de la NFL par les Packers de Green Bay,, et le 6 mai 2016, il signe un contrat de quatre ans pour un montant de 2,72 millions de $ dont une prime à la signature de 383 393 $,.

#### Saison 2016
Avant le début de la saison, l'entraîneur principal Mike McCarthy désigne Martinez et Jake Ryan (en) en tant que titulaires aux postes d'inside linebackers, avec Nick Perry et Clay Matthews III titulaires aux postex d'outside linebackers.
Il fait ses débuts professionnels lors du premier match de la saison régulière gagné 27 à 23 contre les Jaguars de Jacksonville en réalisant six plaquages. Le 20 octobre 2016 lors de la victoire 26 à 10 contre les Bears de Chicago, il totalise cinq plaquages, deux passes déviées et réussit sa première interception sur une passe de Matt Barkley. En 10e semaine lors de la défaite 25 à 47 contre les Titans du Tennessee, Martinez réalise la meilleure performance de sa saison avec dix plaquages. Il rate trois matchs (semaines 12, 13 et 14) après une entorse du ligament collatéral médial (MCL) survenue lors de la défaite  contre les Redskins de Washington en 11e semaine. Le 1er janvier 2017, Martinez réussit trois plaquages en solo ainsi que son premier sack professionnel sur Matthew Stafford (victoire 31 à 24 contre les Lions de Détroit.
Martinez termine son année rookie 2016 avec un total de 69 plaquages, quatre passes déviées, un sack et une interception en 13 matchs dont 9 débutés en tant que titulaire. Il se voit attribuer une note de 49,1 par Pro Football Focus ce qui le classe 68e  meilleur linebacker de la saison (sur 88).
Les Packers terminent la saison avec 10 victoires et six défaites et Martinez se qualifie ainsi pour la première fois de sa carrière pour la phase finale de la NFL. Le 8 janvier 2017, en tour préliminaire (Wild card), il réussit trois plaquages lors de la victoire 38 à 13 contre les Giants de New York. Les Pakers battent ensuite les Cowboys de Dallas en tour de division mais perdent 21 à 44 la finale de conférence NFC jouée contre les Falcons d'Atlanta.

#### Saison 2017
Martinez, Ryan, Matthews et Perry sont de nouveau désignés titulaires de l'escouade des linebackers pour le début de la saison 2017 sous les ordres du coordinateur défensif Dom Capers. Le 17 septembre 2017, il totalise cinq plaquages en solo et un sack sur Matt Ryan (défaite 23 à 34  contre les Falcons). En 7e semaine, Martinez réalise la meilleure performance de sa saison avec seize plaquages (défaite 17 à 26 contre les Saints). Le 26 novembre, il réussit quinze plaquages, dévie une passe et intercepte une passe de Ben Roethlisberger (défaite 28 à 31 contre les Steelers).
Martinez termine la saison 2017 avec un total de 144 plaquages dont 96 en solo, huit passes déviées, un sack et une interception lors des seize matchs de la saison joués en tant que titulaire. Il détient le record de la ligue du nombre de plaquages sur la saison à égalité avec les linebackers Preston Brown (en) des Bills et Joe Schobert des Browns. Il mène les statistiques de son équipe au nombre de plaquages et est deuxième de son équipe au nombre de jeux (979 snaps) effectués sur la saison. Pro Football Focus lui décerne une note générale de 80,2 pour sa saison 2017 ce qui le classe 23e des linebakers de la ligue.
Après un bilan négatif de 7 victoires pour 9 défaites, les Packers terminent 3e de la NFC North et ne se qualifient pas pour la phase finale. Les coordinateurs défensif Dom Capers et offensif Edgar Bennett (en) sont virés après la fin de saison.

#### Saison 2018
Martinez est de nouveau désigné titulaire pour le début de la saison 2018. En 5e semaine lors de la défaite 23 à 31 contre les Lions, il enregistre cinq plaquages et deux sacks. Le 15 octobre 2018 il totalise 12 plaquages dont neuf en solo malgré ma défaite 30 à 33 contre les 49ers. Le 3 décembre, les Packers décident de se séparer de l'entraîneur principal Mike McCarthy après une nouvelle défaite 17 à 20 contre les Cardinals (bilan provisoire de 4-7) et le remplacent par le coordinateur offensif Joe Philbin en tant qu'intérimaire pour les cinq derniers matchs de la saison. En 14e semaine, Martinez totalise douze plaquages dont onze en solo (victoire 34 à 20 contre les Falcons).

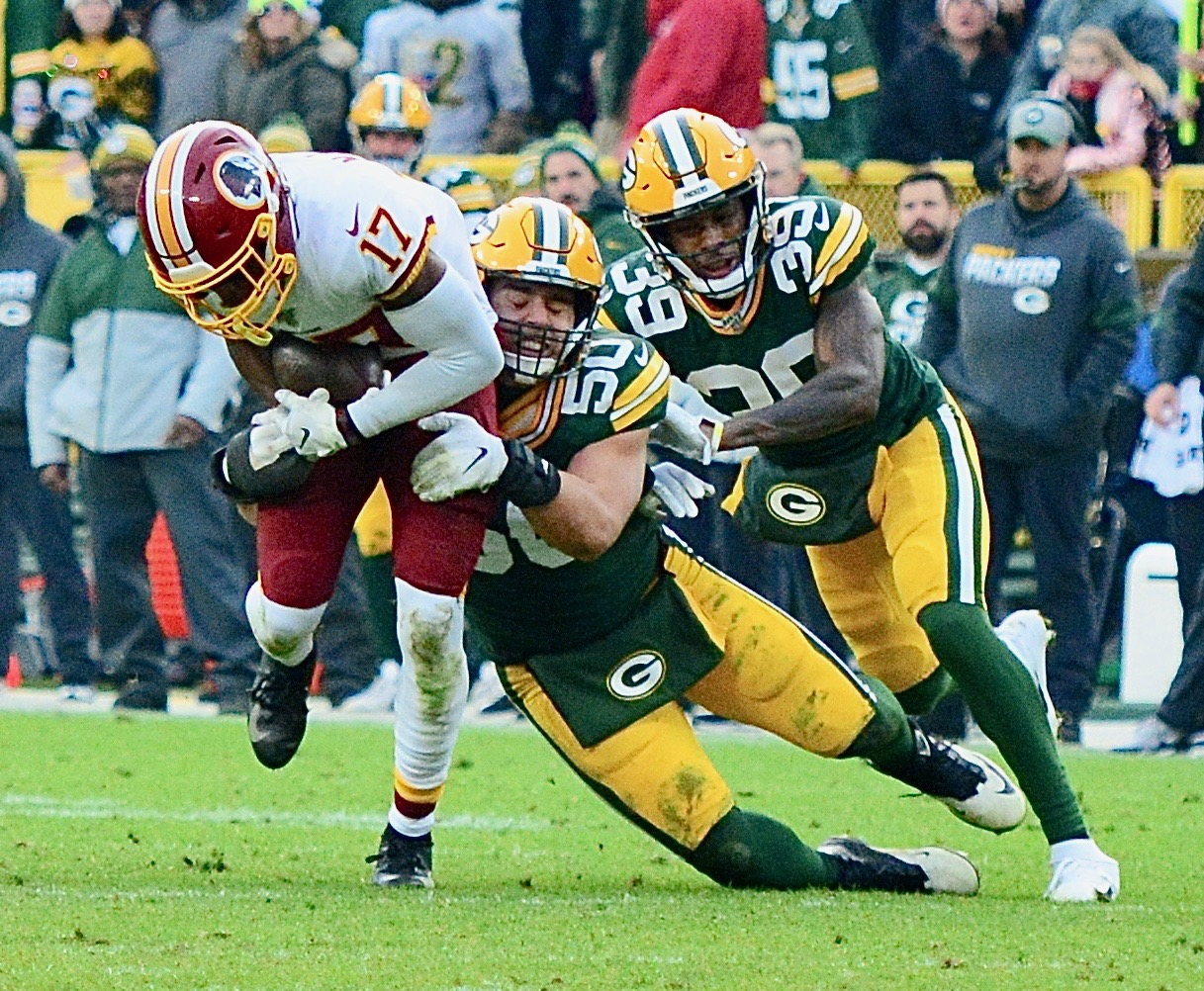
Martinez contre les Redskins en 2019.

Martinez termine la saison avec 144 plaquages dont 91 en solo, cinq sacks et trois passes déviées lors des seize matchs débutés en tant que titulaire. Son total de plaquages le classe deuxième de la ligne en 2018 derrière le linebacker des Colts, Darius Leonard. Il se voit attribuer la note de 74,8 par Pro Football Focus et se classe 17e meilleur linebacker de la saison.

#### Saison 2019
Lors du premier match de la saison contre les Bears de Chicago, Martinez totalise sept plaquages et un sack sur Mitchell Trubisky (défaite 3 à 10). Contre les Raiders d'Oakland en 7e semaine, Martinez réussit seize plaquages et force un fumble de Derek Carr dans la zone d'en-but provoquant un touchback (victoire 42 à 24). Lors du dernier match de la saison gagné 23 à 20 contre les Lions de Détroit, il enregistre sept plaquages, un sack et une interception sur le rookie quarterback David Blough (en).

### Giants de New York

#### Saison 2020
Le 26 mars 2020, il signe un contrat de trois ans, d'une valeur de 30 millions de dollars, avec les Giants de New York.
Martinez fait ses débuts pour les Giants lors du premier match de la saison joué contre les Steelers de Pittsburgh à l'occasion du Monday Night Football. Malgré la défaite 16 à 26, il réussit 13 plaquages. La semaine suivante, lors de la défaite 13 à 17 contre les Bears de Chicago, il est le plus performant de sa défense avec huit plaquages et réussit son premier sack de la saison sur Mitchell Trubisky. En 9e semaine contre la Washington Football Team, il comptabilise dix plaquages et intercepte une passe d'Alex Smith (défaite 20 à 23).

#### Saison 2021
En 3e semaine, Martinez se déchire un ligament croisé antérieur ce qui let fin à sa saison.
Il est libéré en prévision de la saison 2022 pour faire de la place pour Tyre Phillips.

### Raiders de Las Vegas
Le 4 octobre 2022, Martinez signe pour intégrer l'équipe d'entraînement des Raiders de Las Vegas et trois jours plus tard il est inséré dans l'équipe principale.

### Retraite
Le 10 novembre 2022, Martinez annonce prendre sa retraite du football professionnel après sept saisons dans la NFL,.

## Statistiques
| Année               | Équipe               | Statut              | MJ |       | Plaquages | Plaquages | Plaquages | Plaquages |       | Interceptions | Interceptions | Interceptions | Interceptions |  | Fumbles | Fumbles |
| Année               | Équipe               | Statut              | MJ | Total | Seul      | Ast.      | Sacks     | Nb.       | Yards | Déf.          | TD            | Nb.           | Rec.          |  |         |         |
| 2012                | Cardinal de Stanford | Fr.                 | 14 | 03    | 02        | 01        | 0,0       | 0         | 0     | 0             | 0             | 0             | 0             |  |         |         |
| 2013                | Cardinal de Stanford | So.                 | 10 | 012   | 08        | 04        | 0,0       | 1         | 0     | 0             | 0             | 1             | 0             |  |         |         |
| 2014                | Cardinal de Stanford | Jr.                 | 13 | 102   | 54        | 48        | 4,5       | 3         | 02    | 0             | 0             | 3             | 0             |  |         |         |
| 2015                | Cardinal de Stanford | Sr.                 | 14 | 138   | 75        | 63        | 2,0       | 1         | 10    | 6             | 0             | 1             | 0             |  |         |         |
| Totaux dans la NCAA | Totaux dans la NCAA  | Totaux dans la NCAA | 51 | 255   | 139       | 116       | 13,5      | 5         | 12    | 6             | 0             | 5             | 0             |  |         |         |

| Année                   | Équipe                  | MJ |       | Plaquages | Plaquages | Plaquages | Plaquages |       | Interceptions | Interceptions | Interceptions | Interceptions |  | Fumbles | Fumbles |
| Année                   | Équipe                  | MJ | Total | Seul      | Ast.      | Sacks     | Nb.       | Yards | Déf.          | TD            | Nb.           | Rec.          |  |         |         |
| 2016                    | Packers de Green Bay    | 13 | 069   | 47        | 22        | 1,0       | 1         | 04    | 4             | 0             | 0             | 0             |  |         |         |
| 2017                    | Packers de Green Bay    | 16 | 144   | 96        | 48        | 1,0       | 1         | 03    | 8             | 0             | 1             | 2             |  |         |         |
| 2018                    | Packers de Green Bay    | 16 | 144   | 92        | 52        | 5,0       | 0         | 0     | 3             | 0             | 0             | 0             |  |         |         |
| 2019                    | Packers de Green Bay    | 16 | 155   | 97        | 58        | 3,0       | 1         | 22    | 2             | 0             | 1             | 0             |  |         |         |
| 2020                    | Giants de New York      | 16 | 151   | 86        | 65        | 3,0       | 1         | 02    | 5             | 0             | 2             | 1             |  |         |         |
| 2021                    | Giants de New York      | 03 | 023   | 11        | 12        | 0,0       | 0         | 0     | 0             | 0             | 0             | 0             |  |         |         |
| 2022                    | Raiders de Las Vegas    | 04 | 020   | 14        | 06        | 0,0       | 0         | 0     | 0             | 0             | 0             | 0             |  |         |         |
| Totaux chez les Giants  | Totaux chez les Giants  | 19 | 174   | 097       | 077       | 03,0      | 1         | 02    | 05            | 0             | 2             | 1             |  |         |         |
| Totaux chez les Packers | Totaux chez les Packers | 61 | 512   | 331       | 181       | 10,0      | 3         | 29    | 17            | 0             | 2             | 2             |  |         |         |
| Totaux dans la NFL      | Totaux dans la NFL      | 77 | 617   | 371       | 246       | 13,0      | 4         | 31    | 22            | 0             | 4             | 3             |  |         |         |

| Année              | Équipe               | MJ |       | Plaquages | Plaquages | Plaquages | Plaquages |       | Interceptions | Interceptions | Interceptions | Interceptions |  | Fumbles | Fumbles |
| Année              | Équipe               | MJ | Total | Seul      | Ast.      | Sacks     | Nb.       | Yards | Déf.          | TD            | Nb.           | Rec.          |  |         |         |
| 2016               | Packers de Green Bay | 3  | 05    | 04        | 1         | 0,0       | 0         | 0     | 0             | 0             | 0             | 0             |  |         |         |
| 2019               | Packers de Green Bay | 2  | 19    | 13        | 6         | 0,0       | 0         | 0     | 0             | 0             | 0             | 0             |  |         |         |
| Totaux dans la NFL | Totaux dans la NFL   | 5  | 24    | 17        | 7         | 0,0       | 0         | 0     | 0             | 0             | 0             | 0             |  |         |         |

## Trophées et récompenses

### NFL
- Premier (à égalité) de la ligue au nombre de plaquages sur la saison 2017 de la NFL[46] ;
- Deuxième de la ligue au nombre de plaquages sur la saison 2018 de la NFL[46] ;
- Troisième de la ligue au nombre de plaquages sur la saison 2020 de la NFL[46] ;
- Troisième de la ligue au nombre de plaquages en solo sur les saison 2017 de la NFL et saison 2019 de la NFL[46].

### NCAA
- Sélectionné dans l'équipe type 2015 de la conférence Pacific-12[45] ;
- Premier de la conférence Pacific-12 au nombre total de plaquage (138) en 2015[45] ;
- Premier de la conférence Pacific-12 au nombre d'assistes lors de plaquage (63) en 2015[45].